# Fujimi
Fujimi (富士見市 Fujimi-shi) é uma cidade japonesa localizada na província de Saitama.
Em 2003 a cidade tinha uma população estimada em 104 791 habitantes e uma densidade populacional de 5 319,34 h/km². Tem uma área total de 19,70 km².
Recebeu o estatuto de cidade a 10 de Abril de 1972.

## Cidade-irmã
- Šabac, Sérvia